# Villaranon

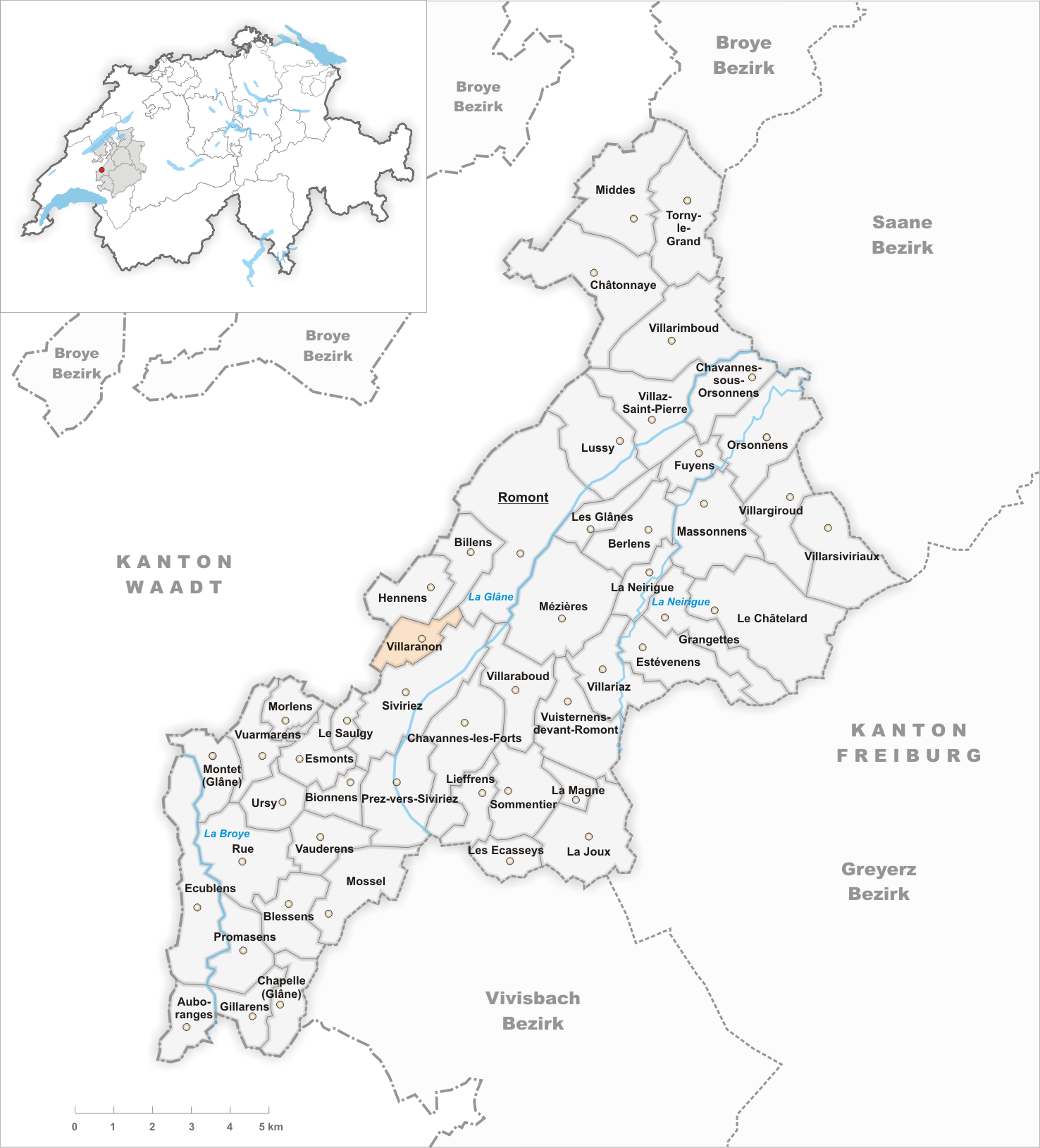
Gemeindestand vor der Fusion am 1. Januar 1978

Villaranon ist eine Ortschaft und früher selbständige politische Gemeinde im Distrikt Glâne des Kantons Freiburg in der Schweiz. Am 1. Januar 1978 wurde Villaranon nach Siviriez eingemeindet.

## Geographie
Villaranon liegt auf 791 m ü. M., vier Kilometer südwestlich des Bezirkshauptortes Romont (Luftlinie). Das Dorf erstreckt sich auf einem Hochplateau im Molassehügelland des westlichen Freiburger Mittellandes, zwischen den Tälern von Broye im Westen und Glâne im Osten. Die ehemalige Gemeindefläche betrug rund 2 km². Der frühere Gemeindeboden umfasste das Hochplateau von Villaranon im Quellgebiet der Glaney (linker Seitenbach der Glâne) und reichte im Westen auf die Höhe von Les Dailles (832 m ü. M.).

## Bevölkerung
Mit 56 Einwohnern (1970) zählte Villaranon vor der Fusion zu den kleinsten Gemeinden des Kantons Freiburg. Zu Villaranon gehörten auch verschiedene Einzelhöfe.
Einwohnerzahlen: Volkszählungsdaten

## Wirtschaft
Villaranon lebt noch heute von der Landwirtschaft, insbesondere von der Milchwirtschaft und der Viehzucht sowie vom Obstbau. Dank der attraktiven Lage sind in den letzten beiden Jahrzehnten auch Familien ins Dorf gezogen, die überwiegend auswärts erwerbstätig sind.

## Verkehr
Das Dorf liegt abseits der grösseren Durchgangsstrassen, ist aber von der Hauptstrasse Romont – Moudon leicht erreichbar. Villaranon besitzt keine direkte Anbindung an das Netz des öffentlichen Verkehrs. Die nächste Haltestelle an der Buslinie der Transports publics Fribourgeois, welche die Strecke von Romont via Ursy und Oron-la-Ville nach Palézieux-Gare bedient, befindet sich beim Gehöft Les Genièvres rund 700 m vom Ortskern entfernt.

## Geschichte
Die erste urkundliche Erwähnung des Ortes erfolgte unter dem Namen Villarnon; 1668 wurde die Bezeichnung Villarranon überliefert. Der Ortsname ist vermutlich vom Personennamen Rantwico oder Randonvico abgeleitet.
Seit dem 13. Jahrhundert gehörte Villaranon zur Herrschaft Romont, die unter der Oberhoheit von Savoyen stand. Als die Berner 1536 das Waadtland eroberten, kam das Dorf unter die Herrschaft von Freiburg und wurde der Vogtei Romont zugeordnet. Nach dem Zusammenbruch des Ancien Régime (1798) gehörte Villaranon während der Helvetik und der darauf folgenden Zeit zum Bezirk Romont, bevor es 1848 in den Bezirk Glâne eingegliedert wurde. Mit Wirkung auf den 1. Januar 1978 wurde die Kleingemeinde zusammen mit Le Saulgy nach Siviriez eingemeindet.